# Gornja Zleginja
Gornja Zleginja (en serbe cyrillique : Горња Злегиња) est un village de Serbie situé dans la municipalité d'Aleksandrovac, district de Rasina. Au recensement de 2011, il comptait 403 habitants.

## Démographie
| 1948 | 1953 | 1961 | 1971 | 1981 | 1991 | 2002 | 2011 |
| ---- | ---- | ---- | ---- | ---- | ---- | ---- | ---- |
| 739  | 773  | 728  | 648  | 621  | 580  | 457  | 403  |

|  |